# راسل وستبروک

راسل وستبروک (به انگلیسی: Russell Westbrook) زاده ۱۹۸۸ در لانگ بیچ، بازیکن بسکتبال حرفه‌ای آمریکایی است که در تیم لس انجلس  کلیپرز در NBA بازی می‌کند. او در سال ۲۰۱۵ امتیاز آورترین بازیکن ان بی ای شد و در فصل ۲۰۱۷–۲۰۱۶ رکورد بیشترین تریپل دبل که در اختیار اسکار رابرتسون بود را شکست و این رکورد را به نام خود ثبت کرد و موفق به گرفتن جایزه MVP فصل شد.
وستبروک با قد ۱٫۹۱ متر یک پوینت گارد است.
وستبروک اغلب به دنبال سرعت بازی برای نقاط انتقال و حمله به سبد است. او به‌طور مرتب موقعیت‌های خوبی برای گلزنی برای هم تیمی‌های خود ایجاد می‌کند، در نتیجه او برای هم تیمی‌های خود به‌طور متوسط بیش از هشت پاس گل در هر بازی می‌دهد.
او قبل از پیوستن به تیم تاندر برای دانشگاه یو سی ال ای توپ می‌زد.

## زندگی شخصی
راسل وستبروک در لانگ بیچ، کالیفرنیا متولد شد. وی یک برادر کوچکتر به نام رینارد دارد.
وستبروک به احترام دوست دوران کودکی خود کلسی بارس که در سال ۲۰۰۴ درگذشت، در بازی‌ها مچ بند "KB3" می‌پوشد و کفش ورزشی "KB3" دارد.
در ۲۹ اوت ۲۰۱۵، وستبروک با نینا ارل ازدواج کرد. در سال ۲۰۱۷ آن‌ها صاحب یک فرزند پسر و در سال ۲۰۱۸ صاحب دو دختر دوقلو شدند.

## بازی‌های ملی
راسل در سال ۲۰۱۰ عضو تیم ایالت متحده آمریکا در مسابقات قهرمانی جهان FIBA در استانبول ترکیه بود. از تیم برنده مدال طلای المپیک ۲۰۰۸ تنها راسل برای این مسابقات انتخاب شد. تیم ایالات متحده با نتیجه ۹–۰ به قهرمانی رسید.
وستبروک همچنین برای بازی در تیم المپیک تابستانی ۲۰۱۲ لندن انتخاب شد و در آنجا موفق به کسب دومین مدال طلای خود شد. وی دعوت به عضویت در تیم المپیک ۲۰۱۶ را رد کرد